# Leucopogon oreophilus
Leucopogon oreophilus är en ljungväxtart som beskrevs av J.M. Powell. Leucopogon oreophilus ingår i släktet Leucopogon och familjen ljungväxter. Inga underarter finns listade i Catalogue of Life.